# Ivanivka, Ielaneț
Ivanivka (în ucraineană Іванівка) este un sat în comuna Novovasîlivka din raionul Ielaneț, regiunea Mîkolaiiv, Ucraina.

## Demografie
Componența lingvistică a localității Ivanivka
     Ucraineană (98,53%)
     Română (1,47%)
Conform recensământului din 2001, majoritatea populației localității Ivanivka era vorbitoare de ucraineană (98,53%), existând în minoritate și vorbitori de română (1,47%).